# راس باغشوة (الديس)
'

تعديل مصدري - تعديل

راس باغشوة هي إحدى قرى عزلة الديس بمديرية الديس التابعة لمحافظة حضرموت، بلغ تعداد سكانها 165 نسمة حسب تعداد اليمن لعام 2004.